# Zdeněk Hruška
Zdeněk Hruška (Praga, 25 luglio 1954) è un allenatore di calcio ed ex calciatore cecoslovacco e dal 1993 ceco, di ruolo portiere.

## Palmarès

### Giocatore

#### Competizioni nazionali
- Campionato cecoslovacco: 1

Bohemians: 1982-1983

#### Competizioni internazionali
- Coppa Piano Karl Rappan: 6

Bohemians: 1979, 1980, 1982, 1983, 1984
Slavia Praga: 1986